# Weidegors
De weidegors (Emberiza cioides) is een zangvogel uit de familie van gorzen (Emberizidae).

## Verspreiding en leefgebied
Deze soort komt voor in Oost-Azië en telt vijf ondersoorten:
- E. c. tarbagataica: noordwestelijk China.
- E. c. cioides: het zuidelijke deel van Centraal-Siberië en Mongolië.
- E. c. weigoldi: zuidoostelijk Siberië, noordelijk Korea en noordoostelijk China.
- E. c. castaneiceps: oostelijk China en zuidelijk Korea.
- E. c. ciopsis: Sachalin, de Koerilen en Japan.